# Amadeus Wallschläger
Amadeus Wallschläger (* 1. September 1985 in Eisenhüttenstadt) ist ein ehemaliger deutscher Fußballspieler.

## Karriere
Der Abwehrspieler begann bei der SG Aufbau Eisenhüttenstadt mit dem Fußballspielen. Über den Frankfurter FC Viktoria und den Eisenhüttenstädter FC Stahl wechselte er im Jahr 2001 zu Hertha BSC. Mit der U19 des Vereins gewann er im Jahr 2004 den DFB-Pokal der Junioren. Ab der Saison 2006/07 stand er dort auch im Profikader. Sein Bundesligadebüt feierte Wallschläger am 25. November 2006, als er im Spiel gegen Alemannia Aachen zwei Minuten vor Schluss für Ashkan Dejagah ins Spiel kam. Es blieb aber in dieser und der darauffolgenden Saison sein einziger Einsatz in der ersten Mannschaft. Dafür war er Stammspieler in der zweiten Mannschaft des Vereins in der Regionalliga bzw. nach dem Abstieg 2007 in der Oberliga.
Zur Saison 2008/09 wechselte Wallschläger in die neu gegründete 3. Liga zum FC Carl Zeiss Jena, wo er einen Zweijahresvertrag unterschrieb. Nach einer Saison wurde sein Vertrag jedoch im August 2009 aufgelöst. Wallschläger wechselte Anfang September 2009 zum BFC Dynamo in die Oberliga Nordost, wo er die folgenden drei Jahre verbrachte und 2011 den Berliner Landespokal gewann.
Ab der Saison 2012/13 spielte er für den Oberligakonkurrenten FSV Union Fürstenwalde. Dort beendete er im Sommer 2015 seine Karriere.

## Erfolge
- DFB-Junioren-Pokalsieger 2004
- Berliner Landespokal 2011